# Teodora de Trebisonda (hija de Basilio de Trebisonda)
Teodora de Trebisonda (en griego: Θεοδώρα Μεγάλη Κομνηνή) fue la hija del emperador Basilio e Irene de Trebisonda. Sus hermanos fueron Juan, luego emperador Alejo III, María y Alejo.
En septiembre de 1358, Teodora se casó con el emir turcomano de Chalybia Hajji 'Umar, como parte de una política de matrimonios mixtos entre las princesas de Trebisonda con los gobernantes extranjeros, especialmente con los emires musulmanes, implementado por Alejo III con el fin de garantizar la integridad territorial del Imperio de Trebisonda. Más específicamente, el emperador de Trebisonda, que había sufrido en el año anterior debido a la invasión del emir Hajji 'Umar en la zona de Paleómatzouka (actual Hamsiköy) y temiendo una nueva incursión, acordó con el matrimonio que había propuesto en repetidas ocasiones a Hajji 'Umar. Teodora llegó al emirato de Chalybia el 29 de agosto de 1358 acompañado por el protovestiarios Basilio Choupakas. Su matrimonio con el emir turcomano produjo un hijo, Süleyman Haci. Es posible que su hijo, luego emir de Chalybia, se casara con una de las hijas Alejo III. No se sabe más sobre la vida de Teodora después de este acontecimiento.